# Baloň
Balony (in ungherese Balony) è un comune della Slovacchia facente parte del distretto di Dunajská Streda, nella regione di Trnava.